# Jodi Taylor
Jodi Taylor ist eine britische Autorin von Liebes-, historischen Liebes- und historischen Fantasy-Romanen.

## Biografie
Jodi Taylor wurde in Bristol geboren. Sie besuchte die Schule in Gloucester.
Mit ihrem damaligen Ehemann zog Taylor nach Yorkshire. Sie arbeitete fast 20 Jahre lang für das North Yorkshire County Council, unter anderem als Leiterin der Bibliothekseinrichtung.
Ihr erstes Buch, Just One Damned Thing After Another, wurde im Selbstverlag auf zwei Download-Websites veröffentlicht. Dieses Werk wurde anschließend von Accent Press verkauft, die auch alle nachfolgenden Werke bis Dezember 2018 veröffentlichten. Seit Januar 2019 werden ihre englischsprachigen Werke von der Headline Publishing Group veröffentlicht, die deutschsprachigen Ausgaben werden von blanvalet vertrieben.
Taylor lebt in Gloucestershire.

## Rezeption
Just One Damned Thing After Another erschien auf der USA Today Bestsellerliste am 21. Januar 2016 auf Platz 74. Das Werk erhielt eine Sternchen-Rezension von Publishers Weekly, die es als „eine Karnevalsfahrt“ in einer „Welt ... in üppigen Details dargestellt“ bezeichnete. Die Rezension im Library Journal lobte die „ansprechende Besetzung der Charaktere“, mit „viel Humor, viel Action und sogar einem Hauch von Romantik“.

## Bibliographie

### Die Chroniken von St. Mary’s
Jodi Taylors Hauptserie folgt den Mitarbeitern des St. Mary’s Institute of Historical Research, insbesondere der Historikerin Dr. Madeleine „Max“ Maxwell, auf Zeitreisen, um „wichtige historische Ereignisse in zeitgenössischer Umgebung zu untersuchen“.

#### Romane
- Just One Damned Thing After Another, Juni 2013, ISBN 978-1-910939-48-2
  - Deutsch: Miss Maxwells kurioses Zeitarchiv, Übersetzt von Marianne Schmidt, 19. August 2019, ISBN 978-3-7341-6208-4
- A Symphony of Echoes, Oktober 2013, ISBN 978-1-4722-6414-5
  - Deutsch: Doktor Maxwells chaotischer Zeitkompass, Übersetzt von Marianne Schmidt, 27. April 2020, ISBN 978-3-7341-6210-7
- A Second Chance, Februar 2014, ISBN 978-1-910939-53-6
  - Deutsch: Doktor Maxwells skurriles Zeitexperiment, Übersetzt von Marianne Schmidt, 15. Februar 2021, ISBN 978-3-7341-6272-5
- A Trail Through Time, Juli 2014, ISBN 978-1-910939-47-5
  - Deutsch: Doktor Maxwells wunderliches Zeitversteck, Übersetzt von Marianne Schmidt, 19. Juli 2021, ISBN 978-3-7341-6273-2
- No Time Like the Past, Februar 2015, ISBN 978-1-59780-948-1
  - Deutsch: Doktor Maxwells spektakuläre Zeitrettung, Übersetzt von Marianne Schmidt, 17. Januar 2022, ISBN 978-3-7341-6313-5
- What Could Possibly Go Wrong?, August 2015, ISBN 978-1-910939-46-8
  - Deutsch: Doktor Maxwells paradoxer Zeitunfall, Übersetzt von Marianne Schmidt, 18. Juli 2022, ISBN 978-3-7341-6314-2.
- Lies, Damned Lies, and History, Mai 2016, ISBN 978-1-4722-6428-2
  - Deutsch: Doktor Maxwells waghalsiger Zeitbetrug, Übersetzt von Marianne Schmidt, 18. Januar 2023, ISBN 978-3-7341-6350-0.
- And the Rest is History, April 2017, ISBN 978-1-4722-6416-9
  - Deutsch: Doktor Maxwells bedenklicher Zeitvertreib, Übersetzt von Marianne Schmidt, 17. Mai 2023, ISBN 978-3-7341-6361-6
- An Argumentation of Historians, Mai 2018, ISBN 978-1-4722-6419-0
- Hope for the Best, Mai 2019, ISBN 978-1-4722-6425-1
- Plan for the Worst, April 2020, ISBN 978-1-4722-6679-8
- Another Time Another Place, April 2021[14], ISBN 978-1-4722-7320-8
- A Catalogue of Catastrophe, April 2022, ISBN 978-1-4722-8689-5

#### Kurzgeschichten
- The Very First Damned Thing, Oktober 2015, ISBN 978-1-4722-6426-8
  - Hörbuch, Gelesen von Jodi Taylor, ISBN 978-1-5366-3863-9
- When a Child is Born. November 2013, ISBN 978-1-4722-6446-6
  - Hörbuch, Gelesen von Zara Ramm, ISBN 978-1-5366-4575-0
- Roman Holiday, Juni 2014
  - Hörbuch, Gelesen von Zara Ramm, ISBN 978-1-5366-4604-7
- Christmas Present, November 2014
  - Hörbuch, Gelesen von Zara Ramm, ISBN 978-1-5366-4603-0
  - Deutsch: Doktor Maxwells winterliches Zeitgeschenk – Eine Kurzgeschichte zur Weihnachtszeit, 2021, übersetzt von Marianne Schmidt, ISBN 978-3-641-27973-8
- Ships and Stings and Wedding Rings, November 2015
  - Hörbuch, Gelesen von Zara Ramm, ISBN 978-1-5366-4605-4
- The Great St Mary’s Day Out, August 2016
  - Hörbuch, Gelesen von Zara Ramm, ISBN 978-1-5436-2435-9
- My Name is Markham, Dezember 2016
  - Hörbuch, Gelesen von Zara Ramm, ISBN 978-1-5436-2434-2
- A Perfect Storm, August 2017
- Christmas Past, 25. Dezember 2017, ISBN 978-1-63596-997-9
  - Hörbuch, Gelesen von Zara Ramm, ISBN 978-1-7213-5564-8
- The Battersea Barricades, 23. April 2018
  - Hörbuch, Gelesen von Zara Ramm, ISBN 978-1-9786-4351-2
- The Steam Pump Jump, 12. Juli 2018, ISBN 978-1-4722-6441-1
  - Hörbuch, Gelesen von Zara Ramm, ISBN 978-1-7213-4057-6
- And Now for Something Completely Different, 25. Dezember 2018
  - Hörbuch, Gelesen von Zara Ramm, ISBN 978-1-9786-6427-2
- When Did You Last See Your Father?, 5. September 2019
  - Hörbuch, Gelesen von Zara Ramm, ISBN 978-1-4722-7043-6
- Why Is Nothing ever Simple?, 25. Dezember 2019
  - Hörbuch, Gelesen von Zara Ramm, ISBN 978-1-4722-7356-7
- The Ordeal of the Haunted Room, 25. Dezember 2020
  - Hörbuch, Gelesen von Zara Ramm, ISBN 978-1-4722-7660-5

#### Bände
- The Chronicles of St Mary’s Boxset, Volume 1 (Februar 2015) – novels 1-3
- The Long and Short of It (Juni 2017) – A collection of short stories (The Very First Damned Thing; When a Child Is Born; Roman Holiday; Christmas Present; Ships and Stings and Wedding Rings; The Great St Mary’s Day Out; My Name Is Markham; A Perfect Storm)
- Long Story Short (Juli 2019) – The second collection of short stories (Christmas Past; The Battersea Barricades; The Steam-Pump Jump; And Now for Something Completely Different; When Did You Last See Your Father?; Desiccated Water; Markham and the Anal Probing; Little Donkey)

(Quelle:)

### The Time Police

#### Romane
- Doing Time (Oktober 2019)
- Hard Time (Oktober 2020)
- Saving Time (Oktober 2021)
- About Time (Oktober 2022)
- Killing Time (Juni 2024)

### Frogmorton Farm

#### Romane
- The Nothing Girl (Mai 2014)
- The Something Girl (Juli 2017)[16]

#### Kurzgeschichten
- Little Donkey (Februar 2015)
- Joy to the World (November 2020)[17]

### Elizabeth Cage
- White Silence (September 2017)
- Dark Light (September 2018)[18]

### Geschrieben als Isabella Barclay
- A Bachelor Establishment (Juli 2015)[19]